# Elecciones departamentales de Bolivia de 2005
Las elecciones departamentales de Bolivia de 2005  se llevaron a cabo el 18 de diciembre. Las autoridades departamentales y municipales fueron elegidas por un universo de alrededor de 3 millones de votantes. Entre los cargos a elegir se encontraban:
- Prefectos de los nueve departamentos de Bolivia.
- Consejeros departamentales de los nueve departamentos de Bolivia.

Estas elecciones marcaron el inicio de la elección de prefectos departamentales mediante el voto directo (antes eran designados por el presidente de la República). En 2005 no se realizaron elecciones de alcalde puesto que estas ya se habían realizado el año anterior, Podemos ganó en los departamentos de La Paz ,Pando, Beni. El MÁS ganó en Oruro, Potosí y Chuqisaca. En Santa Cruz ganó APB y en Cochabamba AÚN en el departamento de Tarija Camino al Cambio.

## Elecciones Departamentales a Prefecturas

### Prefectura de Beni
| Candidatura (partidos, agrupaciones y alianzas) | Candidatura (partidos, agrupaciones y alianzas) | Candidatos | Candidatos     | Resultado previo | Resultado previo | Ref. |
| Candidatura (partidos, agrupaciones y alianzas) | Candidatura (partidos, agrupaciones y alianzas) | Candidatos | Candidatos     | Votos (%)        | Cantidad         | Ref. |
| ----------------------------------------------- | --- | ---------- | -------------- | ---------------- | ---------------- | ---- |
|                                                 | Poder Democrático Social (PODEMOS) Lista - Acción Democrática Nacionalista (ADN) - Partido Demócrata Cristiano (PDC) - Plan Progreso (PP) - Movimiento Poder Ciudadano - Agrupación Ciudadana "Siglo XXI" |            | Ernesto Suárez | 44,64 %          | 46 842           |      |

### Prefectura de Chuquisaca
| Candidatura (Partidos y alianzas) | Candidatura (Partidos y alianzas) | Candidatos | Candidatos            | Resultado previo | Resultado previo | Ref. |
| Candidatura (Partidos y alianzas) | Candidatura (Partidos y alianzas) | Candidatos | Candidatos            | Votos (%)        | Cantidad         | Ref. |
| --------------------------------- | --- | ---------- | --------------------- | ---------------- | ---------------- | ---- |
|                                   | Movimiento al Socialismo (MAS) |            | David Sánchez Heredia | 42.31 %          | 66 999           |      |
|                                   | Poder Democrático Social (PODEMOS) Lista - Acción Democrática Nacionalista (ADN) - Partido Demócrata Cristiano (PDC) - Plan Progreso (PP) - Movimiento Poder Ciudadano - Agrupación Ciudadana "Siglo XXI" |            |                       | 36.34 %          | 57 552           |      |
|                                   | Unidad Nacional |            |                       | 9.55 %           | 15 127           |      |
|                                   | Movimiento de Izquierda Revolucionaria-Nueva Mayoría Lista - Movimiento de Izquierda Revolucionaria (MIR-NM) - Frente Revolucionario de Izquierda (FRI)                                                   |            |                       | 5.73 %           | 9 621            |      |
|                                   | Movimiento Nacionalista Revolucionario |            |                       | 5.73 %           | 9 069            |      |

### Prefectura de La Paz
| Candidatura (partidos, agrupaciones y alianzas) | Candidatura (partidos, agrupaciones y alianzas) | Candidatos | Candidatos        | Resultado previo | Resultado previo | Ref. |
| Candidatura (partidos, agrupaciones y alianzas) | Candidatura (partidos, agrupaciones y alianzas) | Candidatos | Candidatos        | Votos (%)        | Cantidad         | Ref. |
| ----------------------------------------------- | --- | ---------- | ----------------- | ---------------- | ---------------- | ---- |
|                                                 | Poder Democrático Social (PODEMOS) Lista - Acción Democrática Nacionalista (ADN) - Partido Demócrata Cristiano (PDC) - Plan Progreso (PP) - Movimiento Poder Ciudadano - Agrupación Ciudadana "Siglo XXI" |            | José Luis Paredes | 37,99 %          | 361 055          |      |
|                                                 | Movimiento al Socialismo |            |                   | 33.81 %          | 321 385          |      |
|                                                 | FREPAB Frente Patriótico Agropecuario de Bolivia (FREPAB) |            |                   | 11.98 %          | 113 857          |      |
|                                                 | MIP Movimiento Indígena Pachakuti |            |                   | 5.38 %           | 51 114           |      |
|                                                 | Unidad Nacional |            |                   | 4.84 %           | 46 026           |      |
|                                                 | Movimiento Nacionalista Revolucionario |            |                   | 2.47 %           | 23 466           |      |
|                                                 | NFR Nueva Fuerza Republicana |            |                   | 1.84 %           | 17 459           |      |
|                                                 | Movimiento de Izquierda Revolucionaria-Nueva Mayoría Lista - Movimiento de Izquierda Revolucionaria (MIR-NM) - Frente Revolucionario de Izquierda (FRI)                                                   |            |                   | 1.69 %           | 16 095           |      |

### Prefectura de Pando
| Candidatura (partidos, agrupaciones y alianzas) | Candidatura (partidos, agrupaciones y alianzas) | Candidatos | Candidatos         | Resultado previo | Resultado previo | Ref. |
| Candidatura (partidos, agrupaciones y alianzas) | Candidatura (partidos, agrupaciones y alianzas) | Candidatos | Candidatos         | Votos (%)        | Cantidad         | Ref. |
| ----------------------------------------------- | --- | ---------- | ------------------ | ---------------- | ---------------- | ---- |
|                                                 | Poder Democrático Social (PODEMOS) Lista - Acción Democrática Nacionalista (ADN) - Partido Demócrata Cristiano (PDC) - Plan Progreso (PP) - Movimiento Poder Ciudadano - Agrupación Ciudadana "Siglo XXI" |            | Leopoldo Fernández | 48,03 %          | 9 958            |      |
|                                                 | Unidad Nacional |            |                    | 45.97 %          | 9 530            |      |
|                                                 | Movimiento al Socialismo |            |                    | 6.00 %           | 1 244            |      |

### Prefectura de Santa Cruz
| Candidatura (partidos, agrupaciones y alianzas) | Candidatura (partidos, agrupaciones y alianzas) | Candidatos | Candidatos   | Resultado previo | Resultado previo | Ref. |
| Candidatura (partidos, agrupaciones y alianzas) | Candidatura (partidos, agrupaciones y alianzas) | Candidatos | Candidatos   | Votos (%)        | Cantidad         | Ref. |
| ----------------------------------------------- | --- | ---------- | ------------ | ---------------- | ---------------- | ---- |
|                                                 | APB Autonomía para Bolivia (APB) ListaApoyo: - Frente de Unidad Nacional (UN) - MIR-Nueva Mayoría - Movimiento de Izquierda Revolucionaria (MIR) - Frente Revolucionario de Izquierda (FRI) - Acción Democrática Nacionalista (ADN) |            | Rubén Costas | 47,88 %          | 299 730          |      |